# Markus Wolf
Markus Johannes Wolf, també conegut pel sobrenom «Mischa», (Hechingen, 18 de gener de 1923 - Berlín, 9 de novembre de 2006) fou un espia alemany i cap durant 34 anys de l'Administració central d'informació (HVA), divisió del Ministeri per a la Seguretat Estatal (MfS) de la RDA encarregada del servei secret a l'estranger.
Va néixer al poble alemany de Hechingen, a l'estat federat (land) de Hohenzollern (actual Baden-Württemberg) el 19 de gener de 1923. Wolf era fill del metge i escriptor Friedrich Wolf i germà del director cinematogràfic Konrad Wolf. El seu pare fou membre del Partit Comunista d'Alemanya, i després que Adolf Hitler guanyés poder, emigraren via Suïssa a Moscou a causa de les seves simpaties cap al comunisme i la seva ascendència jueva.
Durant el seu exili, primer va estudiar a l'escola alemanya Karl Liebknecht i més tard a una escola russa. Després, ingressà a l'Institut Moscovita d'Enginyeria Aeronàutica, que fou evacuada a Alma Ata després de l'atac d'Alemanya contra la Unió Soviètica. Allà va ingressar al Comintern, on entre altres fites, se'l preparà per tasques clandestines darrere les línies enemigues.
Després del final de la guerra, se'l va enviar a Berlín amb l'entorn proper de Walter Ulbricht per treballar com a periodista per a una emissora de ràdio en la zona d'ocupació soviètica. Estava entre aquells periodistes que va observar sencer els judicis de Nuremberg contra els principals líders nazis.
L'any 1953, a l'edat de 30, estava entre els membres fundadors del servei d'intel·ligència estranger dins del Ministeri per a la Seguretat Estatal (Ministerium für Staatssicherheit), més conegut com a Stasi. Com a cap d'intel·ligència, Wolf va aconseguir grans èxits introduint-se amb espies al govern, cercles polítics i de negocis d'Alemanya Occidental. El cas més polèmic fou el de l'espia Günter Guillaume que provocà la caiguda del canceller Willy Brandt. Durant gran part de la seva carrera, fou conegut com "l'home sense cara" a causa de la seva discreció. Les agències occidentals no van tenir constància de la descripció física del cap d'espies de la RDA fins a 1978, quan se'l va fotografiar durant una visita a Suècia. Werner Stiller, un desertor de l'Alemanya Oriental, va revelar la seva identitat a la contraintel·ligència d'Alemanya Occidental, quan el va identificar a les fotografies.
Es retirà l'any 1986 per continuar l'obra del seu últim germà Konrad escrivint la història de la seva educació a Moscou durant els anys 1930. El llibre Troica sortí a la venda el mateix dia a l'Alemanya Oriental com l'Occidental. Per a la gent de l'Est era un símbol dels canvis en curs, perquè donava suport a les polítiques de Mikhaïl Gorbatxov (glasnost i perestroika). El seu successor com a cap d'intel·ligència fou Werner Großmann.
Poc abans de la reunificació alemanya va fugir del país, buscant asil polític a Rússia i Àustria. Quan li van negar, va decidir retornar a Alemanya on fou arrestat per la policia alemanya. Wolf afirmava haver rebutjat una oferta de la CIA per fugir als Estats Units a canvi de contraespionatge. L'any 1993 fou declarat culpable de traïció pel Tribunal Superior de Düsseldorf i condemnat a sis anys de presó. Aquesta resolució va ser rebutjada més tard per la Sala Penal Federal perquè Wolf estava actuant des de la RDA, en aquell moment territori sobirà. El 1997 se'l declarà culpable de detenció il·legal, coerció i danys físics, i es dictà una sentència de dos anys de presó. Addicionalment, va ser condemnat a tres dies de presó per negar-se a testificar contra Paul Gerhard Flämig.
El 9 de novembre de 2006, va morir al llit de casa seva de Berlín (Alemanya).